# Breakout (группа)
Breakout (русск. «Прорыв») — польский ансамбль, исполнявший блюз-рок. Был создан 1 февраля 1968 года в городе Жешув.

## История группы

### Начало
История группы начинается со случайной встречи в жешувском кафе двух молодых людей, увлекавшихся музыкой. Это были Мира Кубасиньска, которая мечтала петь на сцене и Тадеуш Налепа, планировавший создать свой ансамбль. Вокальные данные молодой певицы впечатлили Налепу и он предложил ей выступать вместе. Отправной точкой в истории группы следует считать выступление Миры и Тадеуша на Фестивале молодых талантов в Щецине в 1963 году, где они выиграли главный приз. А через 2 года, при участии дуэта, был создан ансамбль, получивший название Blackout (русск. «Затмение»).
Состав нового ансамбля был следующим: Тадеуш Налепа, Мира Кубасиньска, Станислав Гузек, Кшиштоф Длутовски и Юзеф Майдаш. Эта группа исполняла биг-бит и быстро набрала популярность среди молодёжи. Более того, ансамбль в 1967 году выпускает первую долгоиграющую пластинку «Blackout». Наибольший успех получили песни «Anna», «Wyspa», и «Te bomby lecą na nasz dom».
В начале 1968 года, под влиянием своего менеджера и друга, а также известного музыкального деятеля Франтишека Валицкого, Тадеуш Налепа реорганизует ансамбль. С тех пор группа начинает называться Breakout и исполнять блюз-рок.

### Breakout
В первоначальный состав ансамбля вошло много музыкантов, игравших в недавно прекратившей существование бит-группе Blackout. Первыми участниками группы были: Тадеуш Налепа (вокал, гитара, губная гармоника), Мира Кубасиньска (вокал), Януш Зелиньски (бас-гитара) и Юзеф Хайдаш (перкуссия).
Первое выступление группы состоялось 21 февраля 1968 года на польском музыкальном шоу Musicorama. В апреле из группы ушёл бас-гитарист Я. Зелиньски, на смену которому пришёл Михал Музолф. В июне ансамбль дал несколько концертов в странах Бенилюкса. Эти гастроли значительно улучшили материальное положение музыкантов, что дало им возможность приобрести новые музыкальные инструменты и звуковую аппаратуру. Это, в свою очередь, привело к тому, что ансамбль зазвучал по-новому, значительно лучше многих польских музыкантов того времени. Более того, после возвращения с гастролей, Breakout имели статус самого первого ансамбля в Восточной Европе, исполнявшего блюз высокого качества. С тех пор Тадеуша Налепу стали называть «отцом польского блюза».
В ноябре 1968 года Breakout устраивают концерты в Польше, а уже в январе 1969 выпускают дебютный альбом «Na drugim brzegu tęczy». А песня «Gdybyś kochał, hej!» из того же альбома занимает первые места в польских чартах. Кроме того, дебютный альбом группы был дополнен бэк-вокалом ансамбля Alibabki, а также флейтой и саксофоном в исполнении Влодзимежа Нагорного. Звуки саксофона придали музыке группы оттенок прогрессивного рока.
В тот же период состав ансамбля оставался нестабильным. Например, в течение следующих нескольких месяцев в группе постоянно менялись бас-гитаристы: Михала Музолфа заменил Пётр Новак, которого вскоре заменил Юзеф Скжек. А в самом начале 1970 года ансамбль покинул менеджер Франтишек Валицки.
Постоянные изменения в составе группы перестают казаться удивительными, если обратить внимание на политическую ситуацию в тогдашней социалистической Польше. Музыканты постоянно подвергались жёсткой критике со стороны СМИ за стиль одежды, причёски и за "пропаганду прозападного образа жизни. Более того, эта критика дала результаты: трансляции песен Breakout были запрещены на польском радио и телевидении. Однако, несмотря на эти ограничения, ансамбль записывает и издаёт новый альбом «70A».
Начиная с 1970-х годов, в записи каждого альбома группы принимают новые участники. А сам Тадеуш Налепа играет на два фронта — сложный осмысленный блюз со своей командой, а также принимает участие в сольных проектах Миры Кубасиньской (альбомы «Mira» (1971) и Ogień (1973)), аккомпанируя её глубокому эмоциональному вокалу.
В 1971 Breakout выпускают свой самый успешный альбом «Blues» в следующем составе: Тадеуш Налепа (вокал, гитара), Дариуш Козакевич (гитара), Ежи Голеневский (бас-гитара), Юзеф Хайдаш (перкуссия), Тадеуш Тжциньски (губная гармоника).
В 1972 группа записывает и выпускает альбом «Karate», который получает статус золотого диска. После записи этого альбома ансамбль покидает саксофонист Влодзимеж Нагорны, а на короткое время к группе присоединяется новый вокалист Ян Избиньский.
В 1973—1975 ансамбль даёт концерты в СССР, ГДР и Нидерландах.
В 1974 выходит в свет новый альбом «Kamienie». Следующие несколько лет состав команды остаётся стабильным: Тадеуш Налепа (вокал, гитара), Мира Кубасиньска (вокал), Збигнев Выпих (бас-гитара), Богдан Левандовски (клавишные), Анджей Тылец (перкуссия). Именно в этом составе был записан альбом «NOL» (1976). Затем в состав группы входят: Кристиан Вильчек (гитара) и Марек Сурзын (перкуссия). Следующий альбом «ZOL» выходит в 1979 году. А через год выходит последний студийный альбом группы «Żagiel ziemi», в записи которого принял участие вокалист Роман «Пазур» Войцеховски. Эта пластинка стала частью польского музыкального триптиха, подготовленного к Летним Олимпийским Играм 1980, но не имела успеха.
Ансамбль официально просуществовал до 1982 года, но возрождался несколько раз на очень короткое время для участия в различных концертах и фестивалях. После распада группы Тадеуш Налепа выпустил несколько сольных альбомов. А Мира Кубасиньска выступала с ансамблями: After Blues, Kasa Chorych, K.G. Band и Bluesquad.
На сегодняшний день основных участников группы уже нет в живых: Миры Кубасиньской не стало 25 октября 2005 года, Тадеуша Налепы — 4 марта 2007, Юзефа Хайдаша — 4 мая 2015.
С 2007 года проходит Фестиваль Breakout, посвящённый памяти Миры Кубасиньской и Тадеуша Налепы.

## Дискография
Студийные альбомы
- Na drugim brzegu tęczy (1969)
- 70a (1970)
- Blues (1971)
- Mira (Mira Kubasińska i Breakout) (1971)
- Karate (1972)
- Ogień (Mira Kubasińska i Breakout) (1973)
- Kamienie (1974)
- NOL (1976)
- ZOL (1979)
- Żagiel ziemi (1980)

Сборники
- Bluesbreakout 1971-72 (1991)
- Ballady (1995)
- Breakout 69/70 (1996)
- Blackout, Breakout i Mira Kubasińska — Gold (1997)
- Mira / Ogień (1997)
- Złote przeboje (1998)
- Największe przeboje (1999)
- Breakout vol. 1 — Blues / Ogień (2000)
- Breakout vol. 2 — Karate / Na drugim brzegu tęczy (2000)
- Poszłabym za tobą (2000)
- Oni zaraz przyjdą tu (2001)
- Poszłabym za tobą (2011)